# Zoomorphology
Zoomorphology ist eine wissenschaftliche Fachzeitschrift, die vom Springer-Verlag veröffentlicht wird. Die Zeitschrift wurde 1924 unter dem Namen Zeitschrift für Morphologie und Ökologie der Tiere gegründet. Im Jahr 1967 erfolgte eine Spaltung in die Zeitschriften Oecologia und Zeitschrift für Morphologie der Tiere. Im Jahr 1975 wurde der Name der letzteren auf Zoomorphologie gekürzt und seit 1980 heißt die Zeitschrift englisch Zoomorphology. Die Zeitschrift erscheint derzeit mit vier Ausgaben im Jahr. Es werden Arbeiten veröffentlicht, die sich mit morphologischen Fragestellungen in Wirbeltieren und Wirbellosen beschäftigen.
Der Impact Factor lag im Jahr 2014 bei 1,702. Nach der Statistik des ISI Web of Knowledge wird das Journal mit diesem Impact Factor in der Kategorie Anatomie und Morphologie an neunter Stelle von 20 Zeitschriften und in der Kategorie Zoologie an 42. Stelle von 153 Zeitschriften geführt.